# Schloss Wazenberg

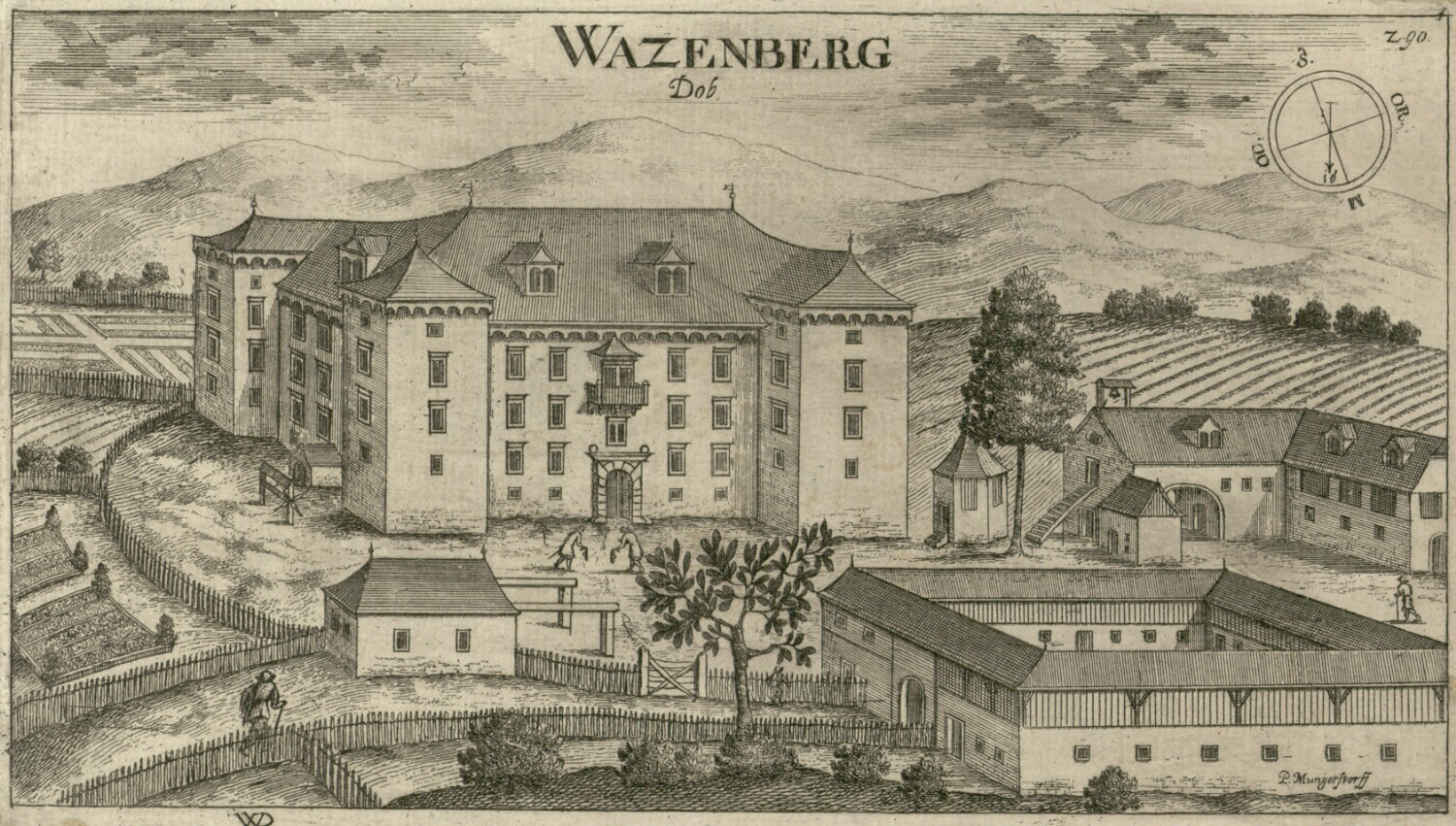
Schloss Wazenberg im 17. Jahrhundert, Kupferstich von Peter Mungerstorf, aus der Topographia Ducatus Carniolae modernae

Das Schloss Wazenberg (Grad Dob) lag im ehemaligen Kronland Krain, das nach dem Ersten Weltkrieg ein Teil Sloweniens wurde. Ende 1942 wurde das Gebäude von Partisanen überfallen und vollständig zerstört.

## Lage

Schloss Watzenberg, Ausschnitt aus der Flurkarte der Gemeinde Strascha, Bezirk Neudegg (heute Mirna), Kreis Neustadtl (heute Novo mesto), Mappe Nr. 289 von 1825

Das Gebäude wurde zu Beginn des 14. Jahrhunderts erstmals urkundlich erwähnt. Damals hieß es allerdings noch Aich oder Aych, wie Valvasor es überliefert hat. Die Slowenen nannten sie seit je her Dob, das slowenische Wort für Stieleiche. Es lag in Unterkrain, der Dolenjska, einem Teil des heutigen Sloweniens, auf einer kleinen Anhöhe ca. zwei Kilometer östlich von Mirna (Neudegg). 

## Geschichte
Die ersten bekannten Besitzer waren die Herren von Aych, die zunächst in der Nähe des späteren Schlosses einen Turm erbaut hatten. Als erste bislang – im Jahre 1302 – urkundlich erwähnt waren Veriand und Ulrich von Aych, 1320 scheinen Volker und 1362 Erhard von Aych auf. Nach dem Erlöschen der Herren von Aych saßen die Pyrsch, die Lamberg und die Auersperg auf der Burg. Wolf Engelbert von Auersperg übergab das Gut an Dionys Schränckler als Geschenk für treue Dienste. 1599 erbte das Gut dessen Sohn Wolf Engelbert Schränckler.
Seine Tochter Rosine, die mit Georg Andreas von Weichselberg verheiratet war, verkaufte im Jahre 1621 das Gut an die Brüder Peter und Georg Freiherren von Wazen. Diese rissen den alten Turm ab und erbauten an dessen Stelle ein komfortables Schloss, das sie nach ihrem Namen Wazen in Wazenberg umbenannten.
Nach Peters Tod im Jahre 1667 teilten sich die Brüder Georg und Michael von Wazen das Gut. Der letzte Wazen, dem die Herrschaft gehörte, war Karl Wazen, der sie im Jahre 1723 an Franz Bernhard Graf von Lamberg verkaufte. 1740 erscheint als Besitzer Jobst Weickhard Barbo Graf von Wachsenstein (auch: Waxenstein). 
Das Gut blieb bis Ende des Zweiten Weltkriegs Eigentum der Familie Barbo, der letzte Besitzer war Anton Graf Barbo. Danach ging es als Erbgut an seine Tochter Stella, die 1935 den Grafen Felix Logothetti heiratete.

### Massaker auf Wazenberg am 26. und 27. Dezember 1942
Schon bald nachdem die deutsche Wehrmacht Jugoslawien überfallen hatte, regte sich auch in Slowenien der Widerstand gegen die deutschen und italienischen Besatzer und deren Gräueltaten. Innerhalb der jugoslawischen Partisanenbewegung wurde bald die Kommunistische Partei Jugoslawiens (KPJ) die stärkste Kraft. Überall im Lande häuften sich Sabotageakte und Morde an tatsächlichen oder vermeintlichen Kollaborateuren. 
Auch die Situation in der Umgebung von Wazenberg wurde von Tag zu Tag unsicherer. Deshalb bat Graf Logothetti die italienische Militärverwaltung um militärischen Schutz. Daraufhin wurden 30 italienische Soldaten auf Wazenberg stationiert. Alle Fenster im Parterre hatten Gitter und wurden zusätzlich zugemauert, man beließ nur Schießscharten. Die Fenster in den anderen Stockwerken waren ungesichert, die dort stationierten italienischen Soldaten zogen nachts alle Wachen ab. In einer größeren militärischen Aktion, die sich auf das ganze Mirnatal, deutsch Neiringtal von Trebnje, Wazenberg, Šentrupert und Mokronog-Trebelno erstreckte, überfielen die Partisanen der Gubecbrigade am 26. Dezember 1942 nachts auch Wazenberg. Kommandeur der Brigade war damals Lado Ambrožič-Novljan, später Angehöriger der Jugoslawischen Volksarmee (JLA), 1953 pensioniert im Range eines Generalmajors. Die Aktion dauerte zwei Tage. In dieser Zeit wurden alle Bewohner im Schloss ermordet, die Gebäude geplündert und in Schutt und Asche gelegt.
Nach dem Zweiten Weltkrieg wurde an gleicher Stelle eine Justizvollzugsanstalt errichtet.